# Rubén Piaggio
Rubén Darío Piaggio (General Villegas, Provincia de Buenos Aires, Argentina; 2 de abril de 1970) es un exfutbolista y actual director técnico argentino con pasaporte italiano. Jugaba como mediocampista ofensivo o enganche y su primer equipo fue Gimnasia y Esgrima La Plata. Su último club antes de retirarse fue FC Bunge.

## Trayectoria
Rubén Piaggio jugó para Gimnasia y Esgrima La Plata, Gimnasia y Esgrima de Jujuy, Ferro y Huracán en la Primera División. También tuvo un paso por Internacional en el Campeonato Brasileño de Serie A, Tigres de la UANL en la Primera División de México, Marítimo en la Liga de Portugal, Ionikos en la Superliga de Grecia y Racing de Ferrol en la Segunda División de España.

### Hat-Tricks
Tres o más goles en un partido oficial:
| 1 | 13 de octubre de 1996 | Arq. Ricardo Etcheverri, Bs. As. | Ferro - Boca Jrs. |  | 3 - 1 | Apertura 1996 |

## Apariciones en televisión
En 1996 participa después del partido contra Boca Juniors, en una nota para el programa Videomatch, por la pantalla de Telefe, después junto a Claudio Omar García, Chiche Almozny y Florencia Romano en el programa humorístico Tres Tristes Tigres del Trece de Jorge Guinzburg, en el sketch El Equipo de Cuarta, cargando a Carlos Fernando Navarro Montoya (imitado por Dady Brieva) por sus tres goles hechos.

## Clubes

### Como jugador
| Club                        | País      | Año       |
| --------------------------- | --------- | --------- |
| Gimnasia y Esgrima (LP)     | Argentina | 1991-1992 |
| Unión de Santa Fe           | Argentina | 1992-1993 |
| Internacional               | Brasil    | 1993      |
| Gimnasia y Esgrima (Jujuy)  | Argentina | 1994-1996 |
| Ferro                       | Argentina | 1996-1997 |
| Tigres                      | México    | 1997      |
| Huracán                     | Argentina | 1998      |
| Deportes Concepción         | Chile     | 1998-1999 |
| Marítimo                    | Portugal  | 1999-2000 |
| Ionikos                     | Grecia    | 2000-2001 |
| Racing de Ferrol            | España    | 2001      |
| Granada                     | España    | 2002      |
| Pergolese                   | Italia    | 2002-2004 |
| El Linqueño                 | Argentina | 2005      |
| FC Fossombrone              | Italia    | 2006      |
| Atlético Villegas           | Argentina | 2007-2009 |
| Ingeniero White (Banderaló) | Argentina | 2010-2011 |
| Eclipse Villegas            | Argentina | 2013      |
| FC Bunge                    | Argentina | 2014      |

### Como asistente técnico
| Club                      | País      | Año  |
| ------------------------- | --------- | ---- |
| Boca Unidos de Corrientes | Argentina | 2012 |

### Como entrenador
| Club                            | País      | Año       |
| ------------------------------- | --------- | --------- |
| Atlético Villegas               | Argentina | 2007-2009 |
| Ingeniero White (Banderaló)     | Argentina | 2010-2011 |
| Eclipse Villegas                | Argentina | 2013      |
| FC Bunge                        | Argentina | 2014      |
| Atlético Charlone               | Argentina | 2015      |
| Rubio Ñu                        | Paraguay  | 2015      |
| Ferro Carril Oeste (inferiores) | Argentina | 2016-2017 |
| Ferro Carril Oeste (interino)   | Argentina | 2016      |
| Atlético Ameghino               | Argentina | 2018      |